# Michael Peca
Michael Anthony Peca (* 26. března 1974 Toronto) je bývalý kanadský hokejový útočník.

## Hráčská kariéra
Začínal v klubu Sudbury Wolves a v roce 1992 byl draftován do Vancouver Canucks, kde o rok později debutoval v National Hockey League. Od roku 1995 hrál za Buffalo Sabres, kde byl od roku 1997 kapitánem a v roce 1999 hrál finále Stanley Cupu. V roce 2000 z Buffala odešel a rok byl bez angažmá. Pak hrál za New York Islanders, kde zastával funkci kapitána v sezónách 2001/2002 až 2003/2004, a za Edmonton Oilers, s nimiž byl v roce 2006 opět finalistou Stanleyova poháru. Jednu sezónu odehrál v Toronto Maple Leafs a dvě v Columbus Blue Jackets. V roce 2009 ukončil kariéru.
Získal cenu pro nejlépe bránícího útočníka Frank J. Selke Trophy v letech 1997 a 2002.
Vyhrál s kanadským týmem mistrovství světa juniorů v ledním hokeji 1994, hrál na mistrovství světa v ledním hokeji 2001, kde Kanaďané vypadli ve čtvrtfinále, a byl členem týmu, který na olympijských hrách 2002 v Salt Lake City vybojoval pro Kanadu zlaté olympijské medaile po padesáti letech.
Zúčastnil se Utkání snů 1998 v Praze.

## Ocenění a úspěchy
- 1994 OHL – Třetí All-Star Tým
- 1997 NHL – Frank J. Selke Trophy
- 2002 NHL – Frank J. Selke Trophy

## Prvenství
- Debut v NHL – 6. prosince 1993 (Montreal Canadiens proti Vancouver Canucks)
- První gól v NHL – 20. ledna 1995 (Vancouver Canucks proti Dallas Stars, kanadskému brankáři Andy Moog)
- První asistence v NHL – 21. ledna 1995 (Vancouver Canucks proti St. Louis Blues)
- První hattrick v NHL – 25. února 2000 (Buffalo Sabres proti New York Rangers)

## Klubová statistika
| Sezóna       | Klub                  | Soutěž       |     | Základní část | Základní část | Základní část | Základní část | Základní část |    | Play off | Play off | Play off | Play off | Play off |
| Sezóna       | Klub                  | Soutěž       | Z   | G             | A             | B             | TM            | Z             | G  | A        | B        | TM       |          |          |
| 1990–91      | Sudbury Wolves        | OHL          | 62  | 14            | 27            | 41            | 24            | 5             | 1  | 0        | 1        | 7        |          |          |
| 1991–92      | Sudbury Wolves        | OHL          | 39  | 16            | 34            | 50            | 61            | —             | —  | —        | —        | —        |          |          |
| 1991–92      | Ottawa 67's           | OHL          | 27  | 8             | 17            | 25            | 32            | 11            | 6  | 10       | 16       | 6        |          |          |
| 1992–93      | Ottawa 67's           | OHL          | 55  | 38            | 64            | 102           | 80            | —             | —  | —        | —        | —        |          |          |
| 1992–93      | Hamilton Canucks      | AHL          | 9   | 6             | 3             | 9             | 11            | —             | —  | —        | —        | —        |          |          |
| 1993–94      | Ottawa 67's           | OHL          | 55  | 50            | 63            | 113           | 101           | 17            | 7  | 22       | 29       | 30       |          |          |
| 1993–94      | Vancouver Canucks     | NHL          | 4   | 0             | 0             | 0             | 2             | —             | —  | —        | —        | —        |          |          |
| 1994–95      | Syracuse Crunch       | AHL          | 35  | 10            | 24            | 34            | 75            | —             | —  | —        | —        | —        |          |          |
| 1994–95      | Vancouver Canucks     | NHL          | 33  | 6             | 6             | 12            | 30            | 5             | 0  | 1        | 1        | 8        |          |          |
| 1995–96      | Buffalo Sabres        | NHL          | 68  | 11            | 20            | 31            | 67            | —             | —  | —        | —        | —        |          |          |
| 1996–97      | Buffalo Sabres        | NHL          | 79  | 20            | 29            | 49            | 80            | 10            | 0  | 2        | 2        | 8        |          |          |
| 1997–98      | Buffalo Sabres        | NHL          | 61  | 18            | 22            | 40            | 57            | 13            | 3  | 2        | 5        | 8        |          |          |
| 1998–99      | Buffalo Sabres        | NHL          | 82  | 27            | 29            | 56            | 81            | 21            | 5  | 8        | 13       | 18       |          |          |
| 1999–2000    | Buffalo Sabres        | NHL          | 73  | 20            | 21            | 41            | 67            | 5             | 0  | 1        | 1        | 4        |          |          |
| 2001–02      | New York Islanders    | NHL          | 80  | 25            | 35            | 60            | 62            | 5             | 1  | 0        | 1        | 2        |          |          |
| 2002–03      | New York Islanders    | NHL          | 66  | 13            | 29            | 42            | 43            | 5             | 0  | 0        | 0        | 4        |          |          |
| 2003–04      | New York Islanders    | NHL          | 76  | 11            | 29            | 40            | 71            | 5             | 0  | 0        | 0        | 6        |          |          |
| 2005–06      | Edmonton Oilers       | NHL          | 71  | 9             | 14            | 23            | 56            | 24            | 6  | 5        | 11       | 20       |          |          |
| 2006–07      | Toronto Maple Leafs   | NHL          | 35  | 4             | 11            | 15            | 60            | —             | —  | —        | —        | —        |          |          |
| 2007–08      | Columbus Blue Jackets | NHL          | 65  | 8             | 26            | 34            | 64            | —             | —  | —        | —        | —        |          |          |
| 2008–09      | Columbus Blue Jackets | NHL          | 71  | 4             | 18            | 22            | 58            | 4             | 0  | 0        | 0        | 2        |          |          |
| Celkem v NHL | Celkem v NHL          | Celkem v NHL | 864 | 176           | 289           | 465           | 798           | 97            | 15 | 19       | 34       | 80       |          |          |

## Reprezentace
| Rok                        | Tým                        | Soutěž                     | Z | G | A | B | TM |
| -------------------------- | -------------------------- | -------------------------- | - | - | - | - | -- |
| 1994                       | Kanada 20                  | MSJ                        | 7 | 2 | 2 | 4 | 8  |
| 2001                       | Kanada                     | MS                         | 3 | 1 | 3 | 4 | 0  |
| 2002                       | Kanada                     | OH                         | 6 | 0 | 2 | 2 | 2  |
| Junniorská kariéra celkově | Junniorská kariéra celkově | Junniorská kariéra celkově | 7 | 2 | 2 | 4 | 6  |
| Seniorská kariéra celkově  | Seniorská kariéra celkově  | Seniorská kariéra celkově  | 9 | 1 | 5 | 6 | 2  |